# Johannes Ockeghem

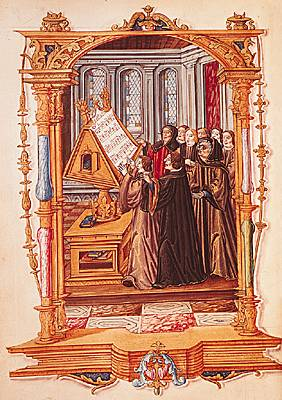
Johannes Ockeghem, miniatura z XVI w.

Johannes Ockeghem (ur. ok. 1410 lub 1420 w Saint-Ghislain w Walonii, zm. 6 lutego 1497 w Tours)  – franko-flamandzki kompozytor epoki renesansu, przedstawiciel szkoły franko-flamandzkiej.

## Życiorys
Jako chłopiec, w latach 1443–1444 śpiewał w chórze Katedry NMP w Antwerpii, potem pobierał nauki u Guillaume’a Dufaya w Cambrai. W 1453 roku objął posadę kapelmistrza na dworze francuskim i pozostał tam aż do śmierci, służąc po kolei trzem władcom: Karolowi VII, Ludwikowi XI i Karolowi VIII. Otrzymywał od nich liczne przywileje, a od 1459 roku także stanowiska kościelne, m.in. był skarbnikiem katedry św. Marcina w Tours, nie przeszkadzało mu to jednak wciąż działać w kapeli dworu królewskiego .
Johannes Ockeghem cieszył się bardzo dobrą opinią jako człowiek i jako artysta. Antoine Busnois wspomina go jako wybitnego śpiewaka i kompozytora. Johannes Tinctoris i Busnois zadedykowali mu swoje traktaty. Po jego śmierci powstały liczne poematy żałobne, jak Nymphes des bois. Déploration sur la mort de Jean Ockeghem Josquina des Prés. Nie zachował się ani jeden jego autograf ani wizerunek (istnieją przypuszczenia, że został on przedstawiony na jednej z miniatur, przedstawiającej kapelmistrza otoczonego śpiewakami).

## Twórczość
Ockeghem jest uważany – obok Jacoba Obrechta – za jednego z najwybitniejszych reprezentantów polifonii franko-flamandzkiej drugiej poł. XV wieku. Jego twórczość dała podstawy tego stylu i wywarła duży wpływ na współczesnych mu i późniejszych twórców. Ockeghem rozwinął technikę kanoniczną, a także zainicjował rozwój techniki przeimitowanej.
Komponował głównie muzykę religijną. Podobnie jak wielu innych kompozytorów, napisał mszę opartą na cantus firmus wziętym z popularnej burgundzkiej piosenki L’homme armé. Czołowe miejsce w dorobku Johannesa Ockeghema zajmują 5-częściowe cykle mszalne, głównie cztero-, ale również trzy- i pięciogłosowe. Na ogół oparte są one na cantus firmus pochodzącym z chansons i innych pieśni, rzadziej z chorału. Traktowanie cantus firmus przez Ockeghema jest bardzo urozmaicone.
W Missa Fors seulment pojawiają się zalążki techniki missae parodiae, wykorzystując nie tylko początkową frazę melodii, lecz także cały trzygłosowy fragment innego utworu, by cytować ją w rozmaity sposób: dosłownie lub wariacyjnie (w tym przypadku Ockeghem zacytował własny utwór).
Ockeghem niejednokrotnie odstępował od przyjętych sposobów komponowania, a wręcz eksperymentował. Na szczególną uwagę zasługują 3 msze niemające precedensu we wcześniejszym rozwoju tej formy:
1. Missa „Mi-mi” to msza o spoistej i linearnej fakturze, z rzadka przerywanej kadencjami wewnętrznymi z użyciem ornamentyki i figur synkopowanych, cantus firmus tej mszy pochodzi z własnej inwencji kompozytora.
2. Missa prolationum to msza o wysoce skomplikowanej strukturze kontrapunktyczno-rytmicznej. Zapisana jest w dwugłosie, opartym na cyklu kanonów napisanych we wszystkich interwałach. Dzięki odpowiednim wskazówkom można wprowadzić pozostałe głosy, które tworzą kanon podwójny. Pomimo nawarstwienia tej i innych komplikacji technicznych Missa prolationum jest melodyjna i łatwa w odbiorze.
3. Missa cuiusvis toni posiada znaki zapytania zamiast kluczy. Należy do tzw. mszy zagadek - jej zagadkowość polega na tym, że wykonawcy sami muszą dobrać klucze, w których mają śpiewać. Wymaga to dokładnego przestudiowania utworu, klucze muszą być dobrane tak, by uniknąć błędów kontrapunktycznych (według zasad kontrapunktu z tamtego okresu).

Ockeghem zapisał się w historii muzyki również jako twórca najstarszego zachowanego do dzisiaj requiem (wcześniejsza msza żałobna Dufaya zaginęła).
Prawdopodobnie jest także autorem 36-głosowego kanonu Deo gratias (rozbrzmiewa w nim jednak najwyżej 11 głosów równocześnie, z wyjątkiem zakończenia, gdzie kolejne głosy trzymają w unisonie długą nutę, dopóki ostatni głos nie zakończy swojej melodii i na ostatnim akordzie wszystkie się spotykają.).

## Kompozycje
(na podstawie materiałów źródłowych  )
|  | - Missa Au travail suis - Missa Caput - Missa Cuiusvis toni - Missa della Madonna (zaginiona) - Missa De plus en plus - Missa Domine, non secundum peccata nostra (zaginiona) - Missa Ecce ancilla Domini - Missa Fors seulement - Missa Jocundare (zaginiona) - Missa La belle se siet (zaginiona) - Missa Le serviteur (autorstwo wątpliwe, autorem może być również Johannes Tinctoris) - Missa L’homme armé - Missa Ma maistresse - Missa Mi-mi (Missa quarti toni) - Missa Pour quelque peine (autorstwo wątpliwe, autorem może być również Cornelius Heyns) - Missa Prolationum - Missa quinti toni - Missa Sine nomine a 3 - Missa Sine nomine a 5 - Requiem - Credo “De Village” | - Alma Redemptoris mater - Ave Maria - Celeste beneficium - Gaude Maria - Intemerata Dei Mater - Salve Regina (I) - Salve Regina (II) - Ut Heremita solus - Vivit Dominus - Mort tu as navré/Miserere – chanson/motet | - Aultre Venus estés - Au travail suis - Baisiés moy dont fort - Departés vous, male bouche - D’un aultre amer - D’un aultre la - Fors seulement contre ce qu’ay promys - Fors seulement l’attente - Il ne m’en chault plus - Je n’ay dueil que je ne suis morte - La despourveue et la bannie - L’aultre d’antan l’aurtier - Les desléaux ont la saison - Ma bouche rit - Ma maistresse et ma plus grant amye - Petite camusette/S’elle m’amera - Prenez sur moi vostre exemple - Presque transi - Quant de vous seul - Se vostre cuer eslongne - Tant fuz gentement resjouy |

## Dyskografia
Wszystkie msze Ockeghema nagrał zespół The Clerk's Group.